# Michael Sgarbossa
Michael Sgarbossa (* 25. Juli 1992 in Campbellville, Ontario) ist ein kanadischer Eishockeyspieler, der seit Juli 2025 beim HC Lugano aus der Schweizer National League unter Vertrag steht. Zuvor lief der Center unter anderem für die Colorado Avalanche, Anaheim Ducks, Florida Panthers und Washington Capitals in der National Hockey League (NHL) auf, kam dabei überwiegend in der American Hockey League (AHL) bei den jeweiligen Farmteams zum Einsatz.

## Karriere

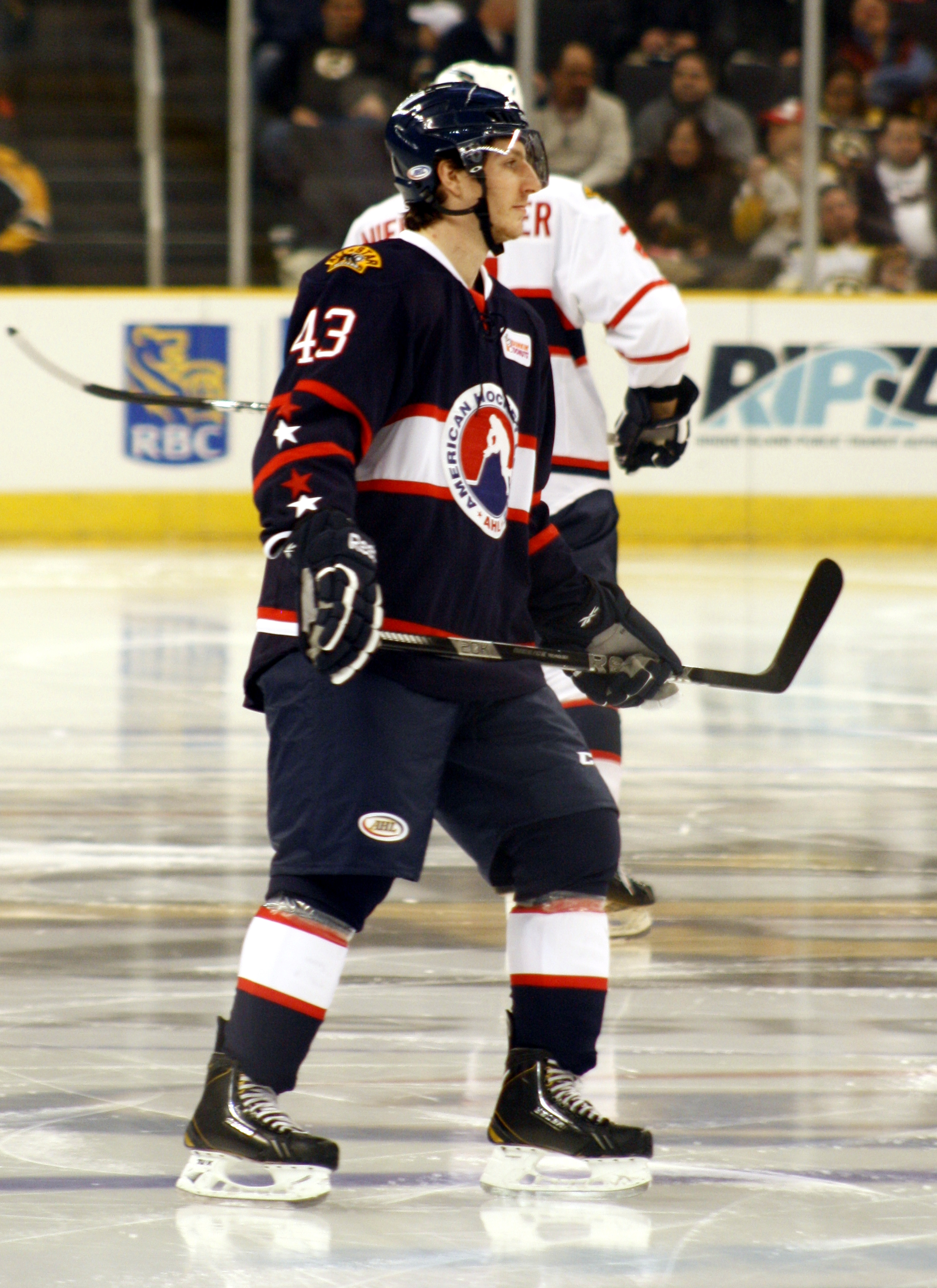
Sgarbossa während des AHL All-Star Classic 2013

Sgarbossa begann seine Karriere bei den Halton Hurricanes in der South-Central Triple A Hockey League. Nach der Saison 2007/08 wurde er bei der Priority Selection der Ontario Hockey League (OHL) in der dritten Runde an 54. Position von den Barrie Colts ausgewählt. Der Spieler entschied sich anschließend für einen Wechsel in die OHL und kam in der Spielzeit 2008/09 in 67 Partien für die Colts zum Einsatz. Am 9. November 2009 wurde er von den Barrie Colts zu den Saginaw Spirit transferiert. Am 21. September 2010 unterschrieb er einen dreijährigen Einstiegsvertrag bei den San Jose Sharks aus der National Hockey League (NHL). Für Saginaw absolvierte der Offensivakteur insgesamt 74 Spiele, bevor er am 9. Dezember 2010 nach einem Tauschgeschäft an die Sudbury Wolves abgegeben wurde. In der OHL-Saison 2010/11 kam Sgarbossa noch in 37 Partien zum Einsatz, dabei gelangen ihm 29 Tore und insgesamt 62 Scorerpunkte. Sgarbossa wurde zum OHL-Spieler des Monats März gewählt, nachdem ihm in 13 Spielen 10 Tore und 17 Torvorlagen gelangen. Spielzeitübergreifend erzielte er insgesamt 82 Punkte und war damit erfolgreichster Akteur der Wolves in dieser Saison.
In der darauf folgenden Saison wurden seine Vertragsrechte am 27. Februar 2012 von den Sharks an die Colorado Avalanche transferiert. Kurz darauf wurde er zum OHL-Spieler des Monats Februar ernannt. In diesem Monat erzielte er in 13 Partien 13 Tore und 12 Assists. Sgarbossa beendete die OHL-Saison mit 102 Scorerpunkten als erfolgreichster Punktesammler der Ontario Hockey League und erhielt folglich die Eddie Powers Memorial Trophy. Er war der erste OHL-Topscorer der Sudbury Wolves seit Mike Foligno in der Saison 1978/79. Zusätzlich wurde er in das OHL First All-Star-Team gewählt und erhielt bei der Wahl zum besten Spieler der Liga (Red Tilson Trophy) hinter Michael Houser die zweitmeisten Stimmen.
In der Folge wurde Michael Sgarbossa von der Avalanche zu ihrem Farmteam Lake Erie Monsters in die American Hockey League (AHL) geschickt, wo er mit Beginn der AHL-Saison 2012/13 seine ersten Einsätze als Profispieler hatte. Sgarbossa erzielte in den ersten 38 Spielen der AHL-Saison 2012/13 insgesamt 36 Scorerpunkte und wurde mit der Teilnahme am AHL All-Star Classic 2013 geehrt. Im Anschluss wurde er in den Kader der Colorado Avalanche berufen und absolvierte am 30. Januar 2013 gegen die Vancouver Canucks sein erstes Spiel in der National Hockey League (NHL). Im März 2015 gab ihn die Avalanche an die Anaheim Ducks bzw. deren damaliges Farmteam Norfolk Admirals ab und erhielten im Gegenzug Mat Clark. Der Stürmer verbrachte die folgende Spielzeit dann bei Anaheims neuem AHL-Kooperationspartner, den San Diego Gulls. Erst zu Beginn der Saison 2016/17 gelang es ihm, sich im Kader der Ducks zu etablieren, ehe er Mitte November 2016 im Tausch für Logan Shaw an die Florida Panthers abgegeben wurde. Am Ende der Saison 2016/17 verlängerten die Panthers den Vertrag des Angreifers nicht, sodass er sich im Juli 2017 als Free Agent den Winnipeg Jets anschloss. Im Juli 2018 unterzeichnete Sgarbossa in gleicher Weise einen Einjahresvertrag bei den Washington Capitals. Dieser wurde im Sommer 2019, 2021 und 2023 jeweils um zwei Jahre verlängert. Darüber hinaus gewann er mit den Bears am Ende der Spielzeit 2022/23 die AHL-Playoffs um den Calder Cup.
Nach sieben Jahren in der Organisation der Capitals wechselte Sgarbossa im Mai 2025 zum HC Lugano in die Schweizer National League, sodass er Nordamerika verließ.

### International
Michael Sgarbossa vertrat sein Heimatland mit der kanadischen Nationalmannschaft erstmals bei der U18-Junioren-Weltmeisterschaft 2010. Der Center kam in allen sechs Partien der Kanadier zum Einsatz und erzielte dabei ein Tor sowie einen Assist.

## Erfolge und Auszeichnungen
| - 2011 OHL-Spieler des Monats März - 2012 OHL-Spieler des Monats Februar - 2012 Eddie Powers Memorial Trophy | - 2012 OHL First All-Star-Team - 2013 Teilnahme am AHL All-Star Classic - 2023 Calder-Cup-Gewinn mit den Hershey Bears |

## Karrierestatistik
Stand: Ende der Saison 2024/25

### International
Vertrat Kanada bei:
- U18-Junioren-Weltmeisterschaft 2010

(Legende zur Spielerstatistik: Sp oder GP = absolvierte Spiele; T oder G = erzielte Tore; V oder A = erzielte Assists; Pkt oder Pts = erzielte Scorerpunkte; SM oder PIM = erhaltene Strafminuten; +/− = Plus/Minus-Bilanz; PP = erzielte Überzahltore; SH = erzielte Unterzahltore; GW = erzielte Siegtore; 1 Play-downs/Relegation; Kursiv: Statistik nicht vollständig)